# Como vaes você
Como Vaes Você? é uma marcha de Ary Barroso, gravada originalmente por Carmen Miranda com Conjunto Regional de Pixinguinha e Luperce Miranda em 2 de outubro de 1936. A música fez grande sucesso no Carnaval e incorporou à linguagem popular expressões como "vou navegando", "vou temperando", "pra baixo todo santo ajuda" e "pra cima a coisa toda muda".
Esta foi a 15ª canção interpretada por Carmen Miranda mais tocada de julho de 2010 a março de 2015, segundo levantamento feito pelo ECAD.